# Sant Jaume de Moja
Sant Jaume de Moja és una església del poble de Moja, al municipi d'Olèrdola (Alt Penedès), protegida com a bé cultural d'interès local. L'església parroquial de Sant Jaume de Moja fou projectada per Jeroni Granell i Mundet i construïda el segle xix en un estil neomedieval. La capella del Santíssim és una petita església romànica que data dels segles xi i xii i que comunica amb l'anterior a través d'una porta lateral, encara que té entrada pròpia.

## Descripció
L'església parroquial de Sant Jaume de Moja està situada dintre del nucli urbà de Moja i contribueix a la configuració de la plaça de l'Església. És un edifici d'una sola nau, amb tres trams i absis semicircular. Les naus són separades amb arcs de mig punt, columnes i capitells d'inspiració romana d'Orient. La façana té arcs cecs, rosassa i porta d'accés d'arc de mig punt i arquivoltes. El campanar és prismàtic. El llenguatge utilitzat és el de l'eclecticisme medievalista.

### Pintures
Agustí Ferrer i Pino va pintar l'església el 1927, però la seva obra inicial fou destruïda pel foc el 1936. El 1941 tornà a pintar-la novament, i són aquestes les pintures que es conserven a l'actualitat. Hi ha una pintura policromada disposada en tres panells a les parets de l'absis on es representen les escenes següents: Sant Jordi vestit de cavaller i damunt un cavall, matant el drac, amb la princesa a segon terme; Sant Cugat vestit de romà davant un paisatge d'una ciutat amb les muntanyes de Montserrat al fons; i Sant Jaume vestit de pelegrí davant d'un port amb un gran vaixell. A la volta de l'absis hi ha l'escena del Pantocràtor voltat dels quatre Evangelistes amb els seus respectius símbols i àngels agenollats i volant, en un estil que recorda les pintures romàniques. Figurativisme realista.

### Sarcòfag de la capella de Sant Cugat
Sarcòfag format per una caixa paral·lelepípede i tapa prismàtica de base triangulat. Decoracions a base d'arcuacions ogivals entrecreuades. Situat a certa alçada, està aguantat per mènsules esculpides amb carotes, en relleu, esquematitzades i expressionistes, pròpies de l'estilística d'un romànic tardà i arcaic.
També hi ha la pica beneitera de Sant Cugat.